# Corde (Einheit)
Die Corde, auch mit Schnur bezeichnet, war ein schwedisches Längenmaß.
Ein Gesetz vom Januar 1855 legte als Start des neuen Maß- und Gewichtssystems auf den Januar 1863 fest unter Maßgabe, alte Maße nicht rigoros zu eliminieren.
- 1 Corde/Schnur = 10 Stangen[2]
- 1 Stange/Stäng = 10 Fuß (schwed.) = 2,968 Meter[3]